# Château de Börringekloster
Le château de Börringekloster (Börringeklosters slott, « Börringekloster » signifiant « prieuré de Börringe »), est un château suédois qui se trouve dans la commune de Svedala en Scanie, bâti en 1763 sur les ruines d’un ancien prieuré bénédictin du XIIe siècle.

## Historique

### Prieuré
Un prieuré bénédictin est construit en 1150, sous l’épiscopat d’Eskil de Lund, en Scanie qui appartenait alors au royaume du Danemark. En 1231, il est mentionné dans le Liber Census Daniæ comme prieuré féminin sur l’île de Byrdingø au milieu du lac de Börringe. Les terres étaient autrefois un terrain de chasse du roi Valdémar II de Danemark. L’église est dédiée à la Vierge Marie, d’où le nom de « prieuré Sainte-Marie ».
Le prieuré s’agrandit avec des corps de bâtiments autour du cloître comprenant la clôture monastique à côté de l’église. Le prieuré est reconstruit au XIIIe siècle en briques dans le style gothique. Lorsque le Danemark passe au protestantisme en 1536 sous Christian III, fervent luthérien, les ordres catholiques sont interdits et leurs biens deviennent biens de la couronne. Il fait don des terres de Börringe à la famille Brahe, à charge pour elle d’entretenir les anciennes religieuses, notamment celles d’origine noble dans une demeure à part. En 1551, l’ancien prieuré est la propriété du noble Knud Gedde qui y loge ses fermiers, puis en 1582, il est la propriété de la dame Görvel Sparre qui démolit l’ancienne église pour en construire une nouvelle plus proche du village.
Le chef de la flotte danoise, Severin Norby (1470-1530), est le seigneur de Börringe au début du XVIe siècle, puis la Scanie devient suédoise par le traité de Roskilde en 1658. Charles X Gustave de Suède donne Börringe à son fils illégitime Gustave Carlsson, puis Charles XI le met à disposition du gouverneur-général de Scanie, le comte Gustaf Otto Stenbock (1614-1685). Il échange ensuite Börringe contre l’ancienne abbaye cistercienne d’Herrevad du comte Otto Wilhelm de Kœnigsmark. Puis en 1686 au moment d’une grande réduction (loi selon laquelle les terres de la noblesse devenaient en majorité biens de la couronne), Börringe est à nouveau propriété du roi de Suède.

### Château actuel
La famille Beck-Friis, originaire de Scanie, achète Börringe en 1745. Les restes de l’ancien prieuré sont démolis pour laisser place en 1763 à un château de style classique. Il est agrandi et rénové en 1873 prenant son apparence actuelle. La famille obtient le titre de comte en 1791 et joint ses terres avec celles du château de Filholm (dans le Södermanland).
Le baron Bror von Blixen-Finecke, cousin du comte Carl Beck-Friis et ancien époux de Karen Blixen, géra l’exploitation agricole les dernières années de sa vie, jusqu’à sa mort en 1946.

## Source
- (en) Cet article est partiellement ou en totalité issu de l’article de Wikipédia en anglais intitulé « Börringe Priory » (voir la liste des auteurs).